# Santa Teresa, Oaxaca
Santa Teresa är en ort i Mexiko.   Den ligger i kommunen Heroica Ciudad de Huajuapan de León och delstaten Oaxaca, i den sydöstra delen av landet, 230 km sydost om huvudstaden Mexico City. Santa Teresa ligger 1 616 meter över havet och antalet invånare är 181.
Terrängen runt Santa Teresa är huvudsakligen lite kuperad. Santa Teresa ligger nere i en dal. Runt Santa Teresa är det ganska glesbefolkat, med 24 invånare per kvadratkilometer. Närmaste större samhälle är Ciudad de Huajuapan de León, 1,7 km väster om Santa Teresa. I omgivningarna runt Santa Teresa växer huvudsakligen savannskog.